# Fibra de boro

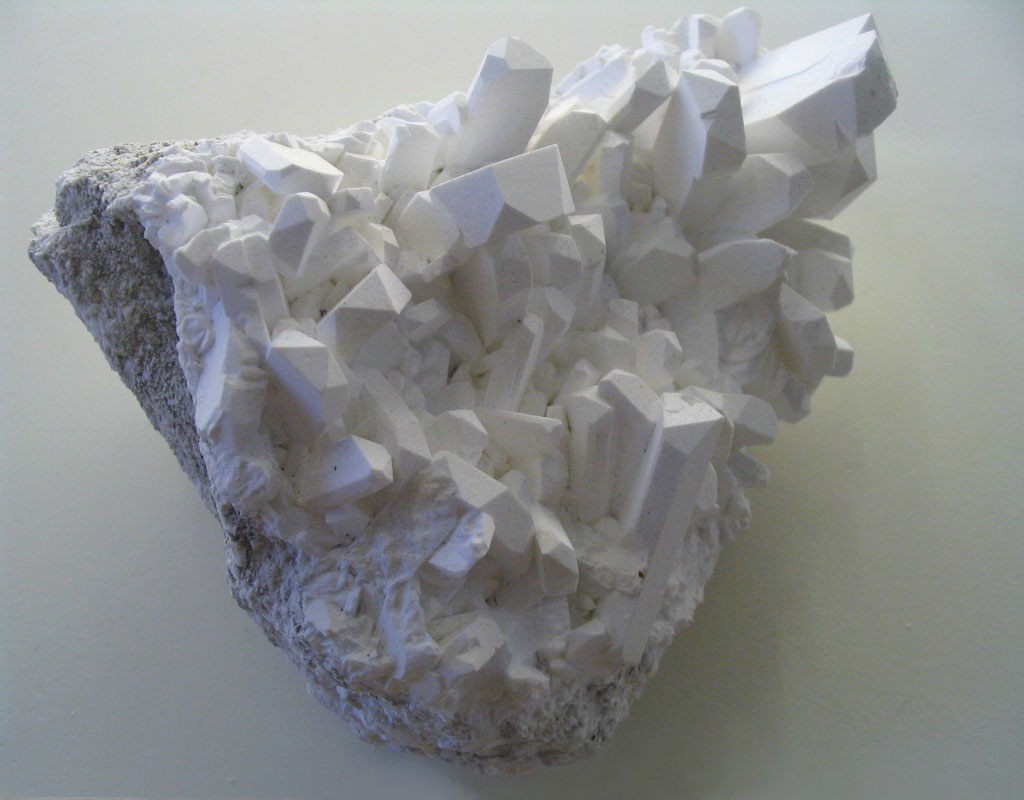
Cristales de bórax, uno de los compuestos de boro.

El boro pertenece al grupo III A de la tabla periódica, aunque tiene características muy distintas de los demás elementos de su grupo: aluminio, indio, galio, y talio, ya que es el único no metal del grupo. Hay analogías mayores con metaloides como el carbono y el silicio. Es un material semiconductor, duro, cuya temperatura de fusión es alta.

## Tipos de fibras de boro
Según la substancia utilizada para la fabricación de los filamentos de boro, se distinguen dos tipos de fibras, a partir de substratos de tungsteno o de carbono.

### Fibra de boro obtenida mediante tungsteno
A pesar del elevado coste debido al alto valor del substrato de tungsteno, las fibras de boro obtenidas a partir de la deposición química de vapor en substrato de este elemento son las más utilizadas. Este tipo se fabrica a base de depositar boro en fase de vapor sobre un alambre de tungsteno de 0,012 mm de diámetro. Este alambre se calienta eléctricamente en atmósfera de hidrógeno y pasa por una serie de reactores en los que se obtiene boro por descomposición de tricloruro, por lo cual en el alambre se deposita el boro.
Los filamentos que se obtienen son de 0,1 a 0,2 mm de diámetro. De estos filamentos se obtienen resistencias de rotura a tracción de 3,5 gigapascales (GPa), módulos elásticos de 406 GPa y pesos específicos de 2,6 kg/dm3.

### Fibra de boro obtenida por medio de carbono
Esta fibra se desarrolla con el objetivo de encontrar un substrato más económico que el de tungsteno, ya que el coste del primero es inferior al de este. Para la fabricación de esta fibra se deposita boro en un monofilamento de carbono. 
Sin embargo, su proceso de fabricación es más complicado que el anterior, ya que en las primeras etapas de descomposición del filamento de boro ocurren esfuerzos residuales debidos a crecimiento de las deformaciones del substrato.
Este incremento deformacional puede llegar a superar la deformación a rotura del substrato de carbono, y provocar daños internos de los filamentos del boro. Para evitar este defecto, antes de la aplicación de boro, al substrato de carbono se añade grafito. De este modo se consigue la deposición del boro en el substrato antes de su rotura y se previene el daño que pueda cubrir la superficie interna del filamento de boro.

## Propiedades de la fibra de boro
- Densidad: 2 570 kg/m³.
- Alta resistencia a la tracción: 3 600 megapascales (MPa)
- Alto módulo de elasticidad: 400 GPa.
- Módulo específico: 155
- Coeficiente de expansión térmica: 4,9 • 10-6/°C.
- Posibilidad de combinar con epoxi, matrices de aluminio y titanio.

## Aplicaciones
Debido a su elevado coste, el uso de estas fibras está limitado a aplicaciones de alta tecnología, tales como componentes para vehículos espaciales, aplicaciones militares o aeronáutica. En la fibra de boro que se comercializa en forma de cinta de preimpregnado boro-epoxi, el volumen de la fibra suele estar entre un 30 y un 35%. Los filamentos de boro son unidireccionales. Estas cintas se almacenan en cámaras frigoríficas.